# Tribologia

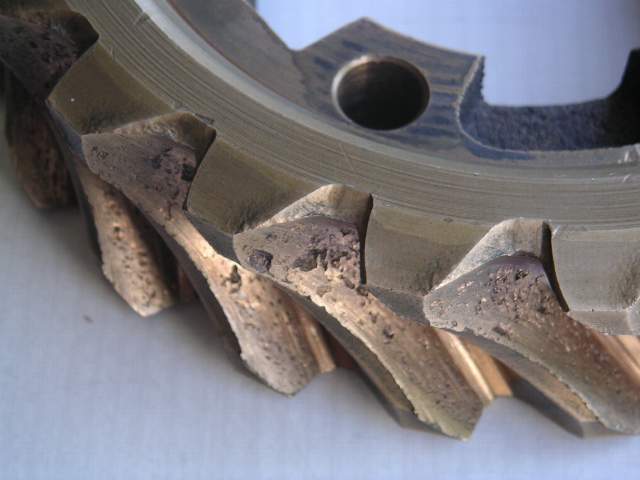
Jeden z obiektów zainteresowania tribologii: zużycie kół zębatych

Tribologia, trybologia – nauka o procesach zachodzących w ruchomym styku ciał stałych. Zajmuje się opisem zjawisk tarcia, zużywania oraz smarowania. Tribologia jest ważna przy konstruowaniu i eksploatacji ruchowych węzłów maszyn (np.: łożyska, sprzęgła, hamulce itp.). Stosowanie tej wiedzy pozwala osiągnąć polepszenie sprawności, niezawodności i trwałości różnych urządzeń.

## Historia
Tribologia jako nauka została ukształtowana w 1966 roku. Poprzednio poszczególne działy trybologii wchodziły w skład różnych dziedzin nauki, np.: zagadnienia tarcia suchego były w zakresie fizyki, tarciem granicznym zajmowała się chemia fizyczna, smarowaniem technologia produktów naftowych, zaś zużywanie na skutek tarcia badało maszynoznawstwo. W 1966 roku użyto nazwy tribologia w raporcie dla rządu brytyjskiego o stanie techniki, szkolnictwa i badań w zakresie smarowania maszyn, który przedstawili brytyjscy uczeni pod kierownictwem Petera Josta. Wtedy to określono problematykę i cele dla tribologii na najbliższe lata:
- fizyczne, chemiczne i mechaniczne oddziaływania między warstwami wierzchnimi ruchowych elementów maszyn, w tym również problemy tarcia i zużycia
- smarowanie hydro- i aerodynamiczne, hydro- i aerostatyczne, a także smarowanie graniczne i smarowanie smarami stałymi
- smarowanie i materiały smarowe dla węzłów kinematycznych oraz dla procesów technologicznych obróbki plastycznej i obróbki skrawaniem
- kontrola jakości i metody badań materiałów smarowych, problemy doboru, użytkowania i dystrybucji materiałów smarowych
- konstruowanie i użytkowanie łożysk i innych węzłów przenoszących obciążenie, w tym zwłaszcza kół zębatych
- kontrola jakości i metody badań materiałów konstrukcyjnych przeznaczonych na węzły kinematyczne.